# カウトケイノ
 カウトケイノ（ノルウェー語: Kautokeino [ˈkuo̯vːtaˌkea̯jːtnuː]、クヴェン語:Koutokeino、フィンランド語: Koutokeino）ないしゴヴダゲアイドヌー（北部サーミ語: Guovdageaidnu）は、ノルウェーのフィンマルク県にあるコミューネ（基礎自治体）である。行政の中心地はゴヴダゲアイドヌー/カウトケイノ村。1851年にキストラン（現在のポルサンゲルから分かれた。
カラショークとならぶラップランド北部の文化の中心地。基幹産業はトナカイの牧畜業、演劇・映画産業ならびに公教育システムである。
9707 km2を占める面積はノルウェーの地方自治体で最大である。人口は2848人（2024年）。
地域人口およそ3000人のうち1200人が暮らすゴヴダゲアイドヌー/カウトケイノ村、人口400人のマーゼ村のほか、域内には14の村々がある。人口は毎年約80人ずつ増加しており、2010年代には3%前後減少した。
国全体の傾向とは裏腹に住民の2人に1人は30歳以下の若者で構成される。66歳以上の高齢者の割合も国内平均の半分しかない。一方で失業率は高く、2006年から2007年にかけては10%を記録した。
1852年にはノルウェー当局に対するサーミ人の民族蜂起の舞台となった。これはノルウェー政府の搾取に対するサーミ人の暴力をともなった反発の一例で、サーミ側とノルウェー側の双方とも死者を出した。
また一帯はラップランドで最も寒い場所とされる。

## 基礎情報

### 地名
ゴヴダゲアイドヌーのゴヴダは「中間」、ゲアイドヌーは「道」の意で、あわせて「道の中間地点」という意味である。古来から2箇所の入植地の中間地点にあることから名づけられた。地理的にもラップランド北部の中心地である。カウトケイノはこのサーミ名に由来するフィンランド名で、ノルウェー名でもある。
コミューネとしての正式名称は、1987年にカウトケイノから全国で初めてサーミ名を取り入れ、ゴヴダゲアイドヌー＝カウトケイノに改称された。その後、2005年に再び改められ、ゴヴダゲアイドヌーとカウトケイノのどちらでもよいことになった。

### 紋章
紋章は1987年9月4日に認可された。青地に黄色でラヴ（サーミ伝統のテント）が描かれている。移動を繰り返すトナカイ飼いにラヴは今でも使われているため、このコミューネのシンボルに採用された。

## 歴史

18世紀のカウトケイノ教区の区境（赤線）。「境界図21番」1765年、ノルウェー国立公文書館所蔵、縦130×横331cm）

## 地理

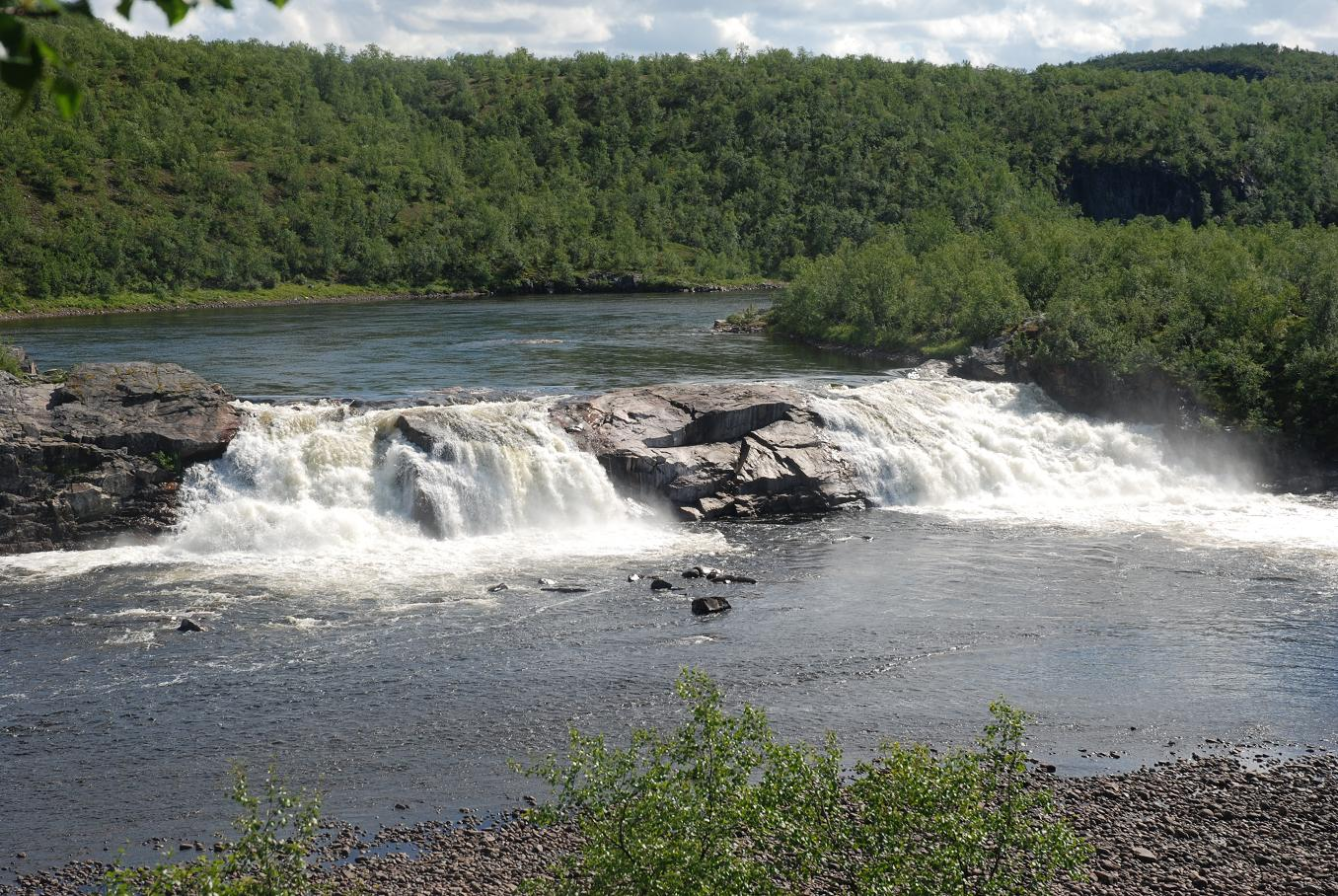
アルタ＝カウトケイノ川のピケフォッセン滝

県の南部に位置し、北でアルタと、東でカラショークと、西でトロムス県ノルドレイサおよびクヴァナンゲンと、南でフィンランドのエノンテキオとそれぞれ接する。
総面積は国内のコミューネで最も広い9707 km2。このうち640 km2を大小およそ1万の湖沼が占める。フィンマルク高原の中心地。域内の男女比は男性100人に対し女性86人（2004年時点）。人口の過半数が30歳以下の若年層である。
ゴヴダゲアイドヌー＝カウトケイノ川がフィンランド国境の湖からゴヴダゲアイドヌー（カウトケイノ）とマーゼの各村を流れる。その先でアルタに入り、アルタ川に名を変える。まとめてカウトケイノ/アルタ＝ヴァスドラゲットとして知られ、1970年代後期から1980年代前期にかけて選挙区を構成した。湖沼にはクヴァナンゲンとの境に位置するシュオイッカト湖のほか、ゴレヒス・スオロ湖、バヤシュ湖、バイト・スピエルガ湖、ビッゲ湖などが挙げられる。

### 交通
最寄りの旅客空港はアルタ空港（およそ140 km）かエノンテキオ空港（およそ90 km）。村内にある小規模空港のカウトケイノ飛行場（英語）は、定期便が就航していない。
フィンマルク県西部とスカンディナヴィア半島南部を最短かつ最速でむすぶE45号線が通る。

### 気候
北極圏の高地に位置する。夏の5週間は太陽が沈まず、冬の6週間に太陽が昇ることもない。平均降水量は年間360ミリ。国内でも最も少ない地域で、気温と植生の点とあわせサハラ砂漠と比べる向きもあるほどである。
夏の日中、気温は10℃から25℃で推移。このほどほどの気温と1万もの湖沼は、人間にとってよい環境である同時に蚊の楽園でもある。トナカイ飼いは夏の間、トナカイとともに海沿いに移動する。1920年6月23日には域内のシフキャヴリでノルウェー北部の観測史上最高気温である34.3℃を記録した。
冬は10月上旬から5月上旬まで続き、わけても12月から2月が厳しい。厳冬期には-45℃に落ち込むこともある。過去30年間の年間平均気温は-2.7℃。
カウトケイノが-12℃のとき、海沿いでは0℃ほどになる。乾燥は寒さとあいまって、オーロラ観光に最高のロケーションを創出している。

### 鳥類
県南部、フィンランドと国境を成すカウトケイノでは数千の湖とアルタ川が湿地種に格好のすみかを提供している。オオハクチョウは見られるが、ツルシギは見られない。

### 村落

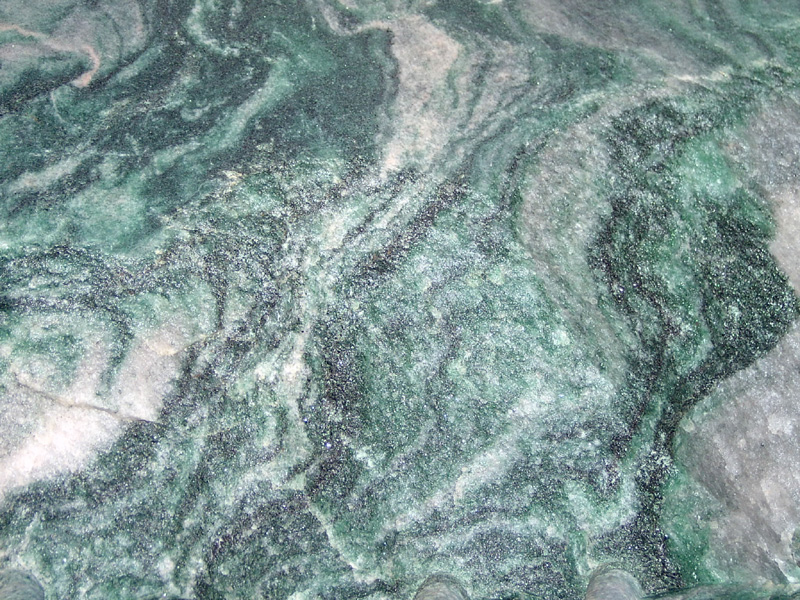
ナラナス珪岩

行政の中心であるゴヴダゲアイドヌー（カウトケイノ）村のほか、域内には15村がある。
- マーゼ（マシ） - 谷あいにあるコミューネ第二の村。学校と教会が各1軒。現在の教会（（英語））は1965年築の木造で、150席。初めて礼拝堂が建てられたのは17世紀のことで、1721年にトマス・フォン・ヴェステン（英語）により改築されたが、第二次世界大戦中の1944年に焼失した。かつて大規模な水力発電ダム建設が提案され、村がダム湖に水没するとわかると、1970年代末から1980年代初頭にかけて、政治を糾弾する中心であった。
- ラーフポルオッパル（Láhpoluoppal）- ゴヴダゲアイドヌー村（以下、同村）の北東、ラーフッポ湖畔（Láhppojávri）に位置する。学校と教会（（英語））、それに山小屋が各1軒。教会は1967年築の70席。
- シフッチャヤーヴリ（Šihččajávri）- 同村の南東に位置する。ノルウェー気象研究所（英語版）の観測施設があり、しばしば国内最低気温を記録する。
- アーヴジ（Ávži）- 同村の東10kmに位置する。1852年にサーミ人の反乱（英語）が起きた。
- シエベ（Siebe）- 同村の南に位置する。
- ミエロン（Mieron） - 同村の北に位置する。イヌイットにトナカイの放牧を教えるためカナダに渡ったサーミ人の大半が当地の出身。
- ストルネス（Stornes）- 同村の北に位置する。一帯の粘板岩層から採石する緑の珪岩は「ナラナス」として知られる。
- シュオッシャーヴリ（Šuoššjávri）- 同村の北東、カラショークに近い。礼拝堂と山小屋が各1軒。前者は1968年築の75席。
- チュノヴォフッピ（Čunovuohppi）- 同村の西11kmに位置する。家が数軒あるのみの小さな集落。山小屋が1軒、通称「マダム・ボンゴの山小屋」。
- スオロヴォプミ（Suolovuopmi）- 同村の北、アルタに近い。山小屋は気象観測施設として使われている。
- ガーラニイトゥ（Gálaniitu）- 同村の南西に位置する。山小屋が1軒。
- アーイデヤーヴリ（Áidejávri）- 同村の南、フィンランド国境に近い。
- アークショモトキ（Ákšomuotki）- 同村の南に位置する。
- ソアフテフィエルブマ（Soahtefielbma）- 同村の西10kmに位置する。別称エクサイデット（Økseidet）。

## 公共機関
カウトケイノにはサーミ人の公共機関がいくつかある。
- 国立サーミ劇場 - サーミの歴史と文化を視覚で捉えることができる。
- サーミ高等学校・トナカイ遊牧スクール - ノルウェーよりサーミの文化に重きを置く高校。教師のほとんどがサーミ語を母語とし、サーミ語での授業も認められている。生徒は一般科目に加え、トナカイの放牧やサーミの伝統工芸を学ぶ。トナカイ飼いの授業がある世界唯一の高校。
- サーミ大学 - 教師やジャーナリストを養成する、サーミ人のための国立大学。サーミ人のニーズに基づいた時間割とサーミ語の学術用語の開発に取り組む。
- 北欧サーミ研究所 - サーミの言語、文化、トナカイの飼育などを研究。機関誌に『DIEĐUT』誌がある。
- サーミ語委員会 - サーミ語を公用語とするコミューネ対象の財政支援など、基金を通じてサーミ語関連のさまざまな事業を行う。

サーミ人は先住民族問題を支援したりトナカイの牧畜指導など、国際的にも活動している。域内に次の施設もある。
- 先住民族の権利リソースセンター - 情報の収集整理および発信と先住民族の権利運動を行う。
- 国際トナカイ遊牧センター

## メディア
「アーッシュ」（Ávvir）というサーミ語新聞が読まれている。

## 文化
ラップランド北部の文化の中心地とされるカウトケイノでは、サーミの伝統行事でも有名なものが行われる。その最たるものが「サーミ・イースター・フェスティバル」で、サーミ人は結婚式や堅信を執り行いこの日を祝う。こんにち、サーミ文化といえばヨイクのコンサート、サーミ劇場のショー、トナカイ競走、スノーモービルレース、氷上釣り大会、サーミ・メロディ・グランプリ（ユーロビジョン・ソング・コンテストのサーミ版）などで名高い。毎年、復活祭の時期に開かれる「サーミ映画祭」の会場は、雪でつくられた特設野外シアターである。
8月には「ホワイト・フィッシュ・フェスティバル」と「オータム・フェスティバル」が開かれる。後者はコンサートが中心だが、凍っていない川面のスノーモービルレースもある。水を切るように全速力で川を渡渉しなければ、スノーモービルはたちまち沈んでしまう。

## ゆかりの人物
- インゴール・アンテ・アイロ・ガウプ - ミュージシャン、俳優
- ニルス・ガウプ - 映画監督。1987年のPathfinderでアカデミー賞にノミネート
- アンビョルグ・ハッタ - ヨイク、ポップ歌手
- ホヴァール・クレメトセン - スキーのノルディック複合選手。これまでにノルディックスキー世界選手権で金メダルを1個と銅メダルを3個獲得
- オレ・ヘンリク・マッガ - ノルウェー・サーミ会議初代議長。現在は国際連合の先住民族フォーラムで議長を務める
- ニコ・ヴァルケアパー - ミュージシャン。フィンランド出身、カウトケイノ在住

### 注
1. ↑  「ポルサンゲル」の諸言語による地名は北部サーミ語: Porsáŋgu、クヴェン語：Porsanki。旧称は1964年までキストラン（英語版）あるいは北部サーミ語: Čuđegieddi、またはクヴェン語：Ryssämarkka[5]。